# ستيف كريستيان
ستيف كريستيان (بالإنجليزية: Steve Christian)‏ هو سياسي بريطاني، ولد في 26 يونيو 1951 في جزر بيتكيرن في المملكة المتحدة. انتخب Mayor of the Pitcairn Islands ‏ (7 ديسمبر 1999 – 30 أكتوبر 2004).